# 北洋将军府
将军府是辛亥革命后擔任中华民国大总统的袁世凯为消弭战事、统一军权而設立的機構。
1914年6月30日，袁世凯颁令撤销全国各省都督，在北京设立将军府，直隶于大总统，为“军事之最高顾问机关”，实际上是一个荣誉机构。将军府统一授予将军称号。凡在一省做过都督而被解职来京者，其将军称号冠以“威”字；如段祺瑞是“建威上将军”，蔡锷是“昭威将军”，孙武是“义威将军”，张凤翽是“扬威将军”。凡在地方依旧管理军事者，其将军称号冠以“武”字；如桂题是“昭武上将军”（督理热河军务），冯国璋是“宣武上将军”（督江苏），段芝贵是“彰武上将军”（督湖北），龙济光是“振武上将军”（督广东），张作霖是“盛武将军”（督奉天）。
将军称号是荣誉称号，不是军阶系统的一级，并不等同于“陆军上将”或“海军上将”官阶。如能获得“上将军”称号者，一般都是曾授为陆军上将或海军上将者。
在京将军府将军月俸千元銀圓，当时一个巡警月薪仅8元銀圓。
1925年1月7日，明令废止再任将军衔，以往任命者仍有效。1926年6月复行任命。
1927年6月18日，将军府被明令裁撤。将军府先后共授将军约近500人。

## 历任领导
- 段祺瑞（建威上将军兼管理将军府事务）（1914年6月30日任）[2]
- 桂题（昭武上将军兼管将军府事务）（1920年7月29日任）[2][3]
- 王士珍（德威将军管理将军府事务）（1922年1月20日任）[2]